# Помм'є-ла-Пласетт
Помм'є́-ла-Пласе́тт (фр. Pommiers-la-Placette) — колишній муніципалітет у Франції, у регіоні Овернь-Рона-Альпи, департамент Ізер. Населення — 556 осіб (2011).
Муніципалітет був розташований на відстані близько 470 км на південний схід від Парижа, 85 км на південний схід від Ліона, 16 км на північ від Гренобля.

## Історія
До 2015 року муніципалітет перебував у складі регіону Рона-Альпи. Від 1 січня 2016 року належав до нового об'єднаного регіону Овернь-Рона-Альпи.
1 січня 2017 року Помм'є-ла-Пласетт і Сен-Жульєн-де-Ра було об'єднано в новий муніципалітет Ла-Сюр-ан-Шартрез.

## Демографія
Динаміка населення (INSEE ):
Розподіл населення за віком та статтю (2006):
| Стать | Всього | До 15 років | 15-24 | 25-44 | 45-64 | 65-85 | Понад 85 |
| --- | ------ | ----------- | ----- | ----- | ----- | ----- | -------- |
| Чоловіки | 284    | 60          | 32    | 76    | 80    | 32    | 4        |
| Жінки | 300    | 72          | 52    | 76    | 80    | 20    | 0        |
| \| Статево-вікова піраміда \| Статево-вікова піраміда \| Статево-вікова піраміда \| \| ----------------------- \| ----------------------- \| ----------------------- \| \| Чоловіки \| Вік \| Жінки \| \| 4 \| 85 + \| 0 \| \| 8 \| 80-84 \| 0 \| \| 4 \| 75-79 \| 8 \| \| 8 \| 70-74 \| 0 \| \| 12 \| 65-69 \| 12 \| \| 20 \| 60-64 \| 8 \| \| 12 \| 55-59 \| 28 \| \| 24 \| 50-54 \| 16 \| \| 24 \| 45-49 \| 28 \| \| 16 \| 40-44 \| 24 \| \| 32 \| 35-39 \| 16 \| \| 12 \| 30-34 \| 20 \| \| 16 \| 25-29 \| 16 \| \| 16 \| 20-24 \| 12 \| \| 16 \| 15-20 \| 40 \| \| 16 \| 10-14 \| 32 \| \| 20 \| 5-9 \| 20 \| \| 24 \| 0-4 \| 20 \| |        |             |       |       |       |       |          |
| Статево-вікова піраміда |        |             |       |       |       |       |          |
| Чоловіки | Вік    | Жінки       |       |       |       |       |          |
| 4 | 85 +   | 0           |       |       |       |       |          |
| 8 | 80-84  | 0           |       |       |       |       |          |
| 4 | 75-79  | 8           |       |       |       |       |          |
| 8 | 70-74  | 0           |       |       |       |       |          |
| 12 | 65-69  | 12          |       |       |       |       |          |
| 20 | 60-64  | 8           |       |       |       |       |          |
| 12 | 55-59  | 28          |       |       |       |       |          |
| 24 | 50-54  | 16          |       |       |       |       |          |
| 24 | 45-49  | 28          |       |       |       |       |          |
| 16 | 40-44  | 24          |       |       |       |       |          |
| 32 | 35-39  | 16          |       |       |       |       |          |
| 12 | 30-34  | 20          |       |       |       |       |          |
| 16 | 25-29  | 16          |       |       |       |       |          |
| 16 | 20-24  | 12          |       |       |       |       |          |
| 16 | 15-20  | 40          |       |       |       |       |          |
| 16 | 10-14  | 32          |       |       |       |       |          |
| 20 | 5-9    | 20          |       |       |       |       |          |
| 24 | 0-4    | 20          |       |       |       |       |          |

## Економіка
2010 року серед 386 осіб працездатного віку (15—64 років) 286 були активними, 100 — неактивними (показник активності 74,1%, у 1999 році було 73,0%). З 286 активних мешканців працювало 267 осіб (137 чоловіків та 130 жінок), безробітними було 19 (10 чоловіків та 9 жінок). Серед 100 неактивних 53 особи були учнями чи студентами, 28 — пенсіонерами, 19 були неактивними з інших причин.

У 2010 році в муніципалітеті числилось 220 оподаткованих домогосподарств, у яких проживали 618,5 особи, медіана доходів виносила 23 567 євро на одного особоспоживача